# Miss Rio de Janeiro 2011
Miss Rio de Janeiro 2011 foi a 56ª edição do tradicional concurso de beleza feminino de Miss Rio de Janeiro, válido para a disputa de Miss Brasil 2011, único caminho para o Miss Universo. O concurso foi coordenado pela empresária Susana Cardoso e ocorreu no HSBC Arena, localizado na Barra da Tijuca, cidade do Rio de Janeiro com a presença de vinte e sete (27) candidatas de distintos municípios do Estado. A detentora do título no ano anterior, Thamiris de Moura Ribeiro, coroou a sucessora no final do evento, sendo esta a represente de Teresópolis, Mariana Figueiredo Prata Pereira.

## Resultados

### Colocações
| Posição               | Município e Candidata |
| --------------------- | --- |
| Vencedora             | - Teresópolis - Mariana Figueiredo |
| 2º. Lugar             | - Cachoeiras de Macacu - Luiza Chagas † |
| 3º. Lugar             | - Angra dos Reis - Gabrielle Vilela |
| Finalistas            | - Guapimirim - Rute Carla Boeck - Rio de Janeiro - Thayná Albuquerque |
| Top 12 Semifinalistas | - Maricá - Sheyla Germano - Nilópolis - Jéssica Amim - Niterói - Vanessa Rossi - Petrópolis - Renata Molinaro - Rio das Ostras - Carolina Mischiatti - Seropédica - Priscila Bonini - Tanguá - Nayana Arruti |

### Ordem dos anúncios
| 1. Petrópolis 2. Teresópolis 3. Maricá 4. Seropédica 5. Nilópolis 6. Guapimirim 7. Rio de Janeiro 8. Angra dos Reis 9. Rio das Ostras 10. Cachoeiras de Macacu 11. Niterói 12. Tanguá | 1. Cachoeiras de Macacu 2. Angra dos Reis 3. Teresópolis 4. Rio de Janeiro 5. Guapimirim | 1. Cachoeiras de Macacu 2. Teresópolis 3. Angra dos Reis |  |

## Resposta final
Questionada pela pergunta final sorteada sobre qual seria o seu dia realmente feliz, a vencedora respondeu:
| “ | Olá, boa noite. O dia realmente feliz pra mim, é aquele dia que, na verdade são todos os dias, que eu acordo feliz com as pessoas que eu amo, que eu gosto, que estão ao meu redor. E eu sempre acordo otimista, com força de vontade pra enfrentar mais um dia que Deus me deu. Mariana Figueiredo Prata Pereira, Miss Teresópolis 2011 | ” |

## Candidatas
Disputaram o título este ano: 
| - Angra dos Reis - Gabrielle Vilela - Armação dos Búzios - Raquel Moreira - Barra Mansa - Mayara Matos - Belford Roxo - Caroline Lapport - Cabo Frio - Gabriela Silveira - Cachoeiras de Macacu - Luiza Chagas † - Campos dos Goytacazes - Juliana Pires - Duque de Caxias - Caroline Lopes - Guapimirim - Rute Carla Boeck | - Itaguaí - Suellen Nasato - Maricá - Sheyla Germano - Mesquita - Jéssica Cristal - Nilópolis - Jéssica Amim - Niterói - Vanessa Rossi - Nova Iguaçu - Vanessa Rosseto - Paraty - Anna Carolina Pontes - Petrópolis - Renata Molinaro - Resende - Natasha Bellas | - Rio das Ostras - Carolina Mischiatti - Rio de Janeiro - Thayná Albuquerque - São João da Barra - Bruna Trindade - São João de Meriti - Ingrid Vasconcellos - Seropédica - Priscila Bonini - Tanguá - Nayana Arruti - Teresópolis - Mariana Figueiredo - Três Rios - Renata Reis - Volta Redonda - Isadora Meira |